# Federazione Italiana Giochi e Sport Tradizionali
La Federazione Italiana Giochi e Sport Tradizionali, nota anche con la sigla FIGeST, è l'organo di organizzazione e controllo dei cosiddetti "giochi e sport tradizionali". 
Dal 1998 è affiliata al CONI e dal 2002 all'European Traditional Sports and Game Association (ETSGA).

## Storia
La federazione nasce a Perugia come Unione Interregionale degli Sport Tradizionali, primo presidente e fondatore fu Giorgio Bottelli che ricopriva l'incarico di delegato Provinciale CONI di Perugia.
Poco dopo si federa con l'Ente nazionale assistenza lavoratori (ENAL) e cambia nome in ENAL-SPORTRAD, con lo scioglimento dell'ENAL nel 1979 modifica il nome in Associazione Nazionale Sport Tradizionali (A.Na.S.T.), nel 1985 incomincia il lungo avvicinamento al CONI e cambia nome in Federazione Italiana Sport Tradizionali (F.I.S.T).
Nel 1998 si associa al CONI e cambia di nuovo denominazione in Federazione Italiana Giochi e Sport Tradizionali (FIGeST).

## Giochi e sport tradizionali riconosciuti
La federazione è stata fondata sul riconoscimento di alcuni giochi e sport tradizionali:
- lancio del ruzzolone
- lancio della ruzzola
- lancio della forma di formaggio
- boccia su strada
- palet
- tsan
- rebatta
- fiolet
- lippa
- rulletto
- tiro alla fune
- birilli
- trottola
- morra
- tiro con la balestra
- tiro con la fionda
- freccette
- ferro di cavallo
- calcio storico fiorentino
- calcio balilla

Nel dicembre 2022 si sono aggiunti: Flying Disc, Teqball, Sepak Takraw ed il Dodgeball.
Nel maggio 2024 entra in FIGeST anche il Minigolf.

## Presidenti
| N  | Presidente        | Dal  | Al   |
| -- | ----------------- | ---- | ---- |
| 1  | Giorgio Bottelli  | 1962 | 1967 |
| 2  | Aldo Bottelli     | 1967 | 1970 |
| 3  | Gino Bellezza     | 1970 | 1989 |
| 4  | Luigi Crespi      | 1989 | 1992 |
| 5  | Ageo Pieracci     | 1992 | 1993 |
| 6  | Gino Bellezza     | 1993 | 1994 |
| 7  | Pierino Daudry    | 1994 | 1994 |
| 8  | Sandro Bellagamba | 1994 | 1998 |
| 9  | Pierino Daudry    | 1998 | 2001 |
| 10 | Ageo Pieracci     | 2001 | 2005 |
| 10 | Sandro Bellagamba | 2005 | 2009 |
| 11 | Dino Berti        | 2009 | 2017 |
| 12 | Enzo Casadidio    | 2017 |      |